# Quercus eduardii
Quercus eduardii là một loài thực vật có hoa trong họ Cử. Loài này được Trel. miêu tả khoa học đầu tiên năm 1922.

## Hình ảnh